# Caudan
Caudan é uma comuna francesa na região administrativa da Bretanha, no departamento Morbihan. Estende-se por uma área de 42,51 km². Em 2010 a comuna tinha 7 091 habitantes (densidade: 166,8 hab./km²).